# 孔錢區
6°26′36″S 78°39′22″W / 6.4433°S 78.6561°W
孔錢區（西班牙語：Distrito de Conchán），是秘魯的一個區，位於該國北部卡哈馬卡大區的喬塔省，始建於1857年1月2日，面積130平方公里，海拔高度1,667米，2005年人口7,098，人口密度每平方公里55人。